# Koinothrix pequenops
Koinothrix pequenops là một loài nhện trong họ Linyphiidae.
Loài này thuộc chi Koinothrix. Koinothrix pequenops được Rudy Jocqué miêu tả năm 1981.